# Katedra w Maribo
Katedra w Maribo (duń. Maribo Domkirke) – mieści się w Maribo na wyspie Lolland.

## Historia
W 1416 mnisi z opactwa Vadstena przybyli do Maribo, które w tamtych czasach nazywane Skimminge założyło klasztor. W 1536 opactwo zostało ustanowione. Po tym jak stary miejski kościół spłonął w 1536 kościół klasztorny otrzymał status kościoła parafialnego. Gdy w 1804 została ustanowiona Diecezja Lolland-Falster, kościół otrzymał ostatecznie status katedry. W XIX wieku kościół został zabezpieczony kilkakrotnie przed zawaleniem przez obecną wieżę wybudowaną tarasowo. W krypcie katedry była pochowana królewna Eleonora Krystina Ulfeldt, ale jej ciało zostało wkrótce potem usunięte z grobowca, przez któregoś z jej synów, i prawdopodobnie pochowane w nieznanym miejscu gdzie jej mąż Corfitz Ulfeldt był już pochowany według historyka Palleta Lauringa.